# Grote Prijs Stad Vilvoorde
Der Grote Prijs Stad Vilvoorde (auch: GP Stad Vilvoorde; franz.: Grand Prix de la ville de Vilvorde) war ein in Vilvoorde, Belgien ausgetragenes Eintagesrennen im Straßenradsport.
Das Rennen wurde zwischen 1931 und 2019 jährlich ausgetragen. In den Jahren 1931 bis 1946 war die Teilnahme nur für Unabhängige. In den Jahren 1941–1942, 1944, 1975–1976 und 1979 fanden keine Austragungen statt.
Die meisten Siege gingen an einheimische Rennfahrer aus Belgien. Rekordsieger sind der Belgier Wim Omloop und der Niederländer Theo Middelkamp mit jeweils zwei Siegen.

## Sieger
| Jahr      | Sieger                    | Zweiter               | Dritter                 |
| --------- | ------------------------- | --------------------- | ----------------------- |
| 1931      | Edward Huygens            | Léon Louyet           | René Malbrecq           |
| 1932      | Odile Van Hevel           | Georges De Witte      | Georges Lemaire         |
| 1933      | Georges Lemaire           | Richard Noterman      | Leopold Gérard          |
| 1934      | Alfred Haemerlinck        | Frans Dictus          | Edward Vissers          |
| 1935      | Frans Van Loock           | Edward Vissers        | Jean Wauters            |
| 1936      | Theo Middelkamp           | Michel D'Hooghe       | André Defoort           |
| 1937      | Eloi Meulenberg           | Michel D'Hooghe       | Alfons Schepers         |
| 1938      | Frans Demondt             | Théo Pirmez           | Maurice Croon           |
| 1939      | Jan Gommers               | Louis Hardiquest      | Sylvain Grysolle        |
| 1940      | Achiel Buysse             | Sylvain Grysolle      | Frans Demondt           |
| 1941–1942 | Keine Austragungen        | Keine Austragungen    | Keine Austragungen      |
| 1943      | Adolphe Vandenbossche     | Lode Janssens         | Eugène Kiewit           |
| 1944      | Keine Austragung          | Keine Austragung      | Keine Austragung        |
| 1945      | Maurice Desimpelaere      | Albert Sercu          | Désiré Keteleer         |
| 1946      | Albert Anutchin           | Raymond Impanis       | Fred Seynaeve           |
| 1947      | Albert Sercu              | Michel Remue          | Briek Schotte           |
| 1948      | Theo Middelkamp           | Michel Remue          | Jules Depoorter         |
| 1949      | Albéric Schotte           | Jozef Van Der Helst   | Raymond Impanis         |
| 1950      | Edward Van Dijck          | Valère Lowie          | Raphaël Jonckheere      |
| 1951      | Jean Bogaerts             | Raymond Impanis       | Henri Serin             |
| 1952      | René Mertens              | Jan Storms            | Henri Van Kerkhove      |
| 1953      | Joseph Plas               | Raphaël Glorieux      | Albert Dolhats          |
| 1954      | Maurice Blomme            | Alfred De Bruyne      | Wim van Est             |
| 1955      | Jozef Schils              | Jan Storms            | Albert Denil            |
| 1956      | Wim van Est               | Désiré Keteleer       | Jacques Schoubben       |
| 1957      | André Noyelle             | Leopold Schaeken      | René Mertens            |
| 1958      | Jean Vliegen              | Piet Oellibrandt      | Henri Van den Bossche   |
| 1959      | Rik Van Looy              | Victor Wartel         | Gerrit Voorting         |
| 1960      | Victor Wartel             | Leopold Schaeken      | Norbert Kerckhove       |
| 1961      | Leopold Schaeken          | Gabriel Borra         | Jozef Mariën            |
| 1962      | Willy Schroeders          | Roger De Coninck      | Théo Nijs               |
| 1963      | Lode Troonbeeckx          | Leon Sebregts         | Gentiel Saelens         |
| 1964      | Frans Brands              | Walter Muylaert       | Marcel Ongenae          |
| 1965      | Eddy Merckx               | Emile Daems           | Bernard Van De Kerkhove |
| 1966      | Jan Lauwers               | Henri Pauwels         | Albert Van Vlierberghe  |
| 1967      | Jaak De Boever            | Jan Lauwers           | Martin Van Den Bossche  |
| 1968      | Jean-Baptiste Claes       | Willy Vekemans        | Julien Delocht          |
| 1969      | Alfons De Bal             | Léopold Van den Neste | Roger De Vlaeminck      |
| 1970      | Jos van der Vleuten       | Englebert Opdebeeck   | Lucien Willekens        |
| 1971      | Julien Stevens            | Maurice Dury          | Ronny Van De Vijver     |
| 1972      | Harm Ottenbros            | Jean-Pierre Berckmans | Jacques De Boever       |
| 1973      | Dirk Baert                | Aimé Delaere          | Paul Aerts              |
| 1974      | Leopold Van den Neste     | Tony Gakens           | Maurice Dury            |
| 1975–1976 | Keine Austragungen        | Keine Austragungen    | Keine Austragungen      |
| 1977      | Frans Verbeeck            | Joseph Huysmans       | André Dierickx          |
| 1978      | Gery Verlinden            | Eddy Verstraeten      | Gustave Van Roosbroeck  |
| 1979      | Keine Austragung          | Keine Austragung      | Keine Austragung        |
| 1980      | Leo van Vliet             | Adri van Houwelingen  | Eddy Verstraeten        |
| 1981      | Willy Desmet              | Paul Wellens          | Walter Dalgal           |
| 1982      | Benjamin Van der Auwera   | Guido Van Sweevelt    | Alain Van Hoornweder    |
| 1983      | Ludo Schurgers            | Kurt Dockx\|          | Daniel Rossel           |
| 1984      | Cees Priem                | Leo van Vliet         | Patrick Deneut          |
| 1985      | Willy Teirlinck           | Dirk De Wolf          | Jelle Nijdam            |
| 1986      | Herman Frison             | Alain De Roo          | Rudy Patry              |
| 1987      | Jean-Pierre Heynderickx   | Guido Verdeyen        | Bruno Bruyère           |
| 1988      | Jan Bogaert               | Gert Jakobs           | Kurt Van Keirsbulck     |
| 1989      | Benny Heylen              | Koen Van Rooy         | Marc Sprangers          |
| 1990      | Jerry Cooman              | Eric Vanderaerden     | Wiebren Veenstra        |
| 1991      | Ludo Giesberts            | Peter Huyghe          | Johan Remels            |
| 1992      | Patrick Van Roosbroeck    | Peter Spaenhoven      | Marc van Orsouw         |
| 1993      | Eddy Van Craeynest        | Alexandr Ukianov      | Alain Van der Borght    |
| 1994      | Wiebren Veenstra          | Gert Van Brabant      | Ludo Dierckxsens        |
| 1995      | Hans De Meester           | Mario Moermans        | Willy Willems           |
| 1996      | Ludo Dierckxsens          | Ronny Assez           | Hans De Meester         |
| 1997      | Nico Renders              | Ludo Dierckxsens      | Erwin Thijs             |
| 1998      | Wim Omloop                | Jamo Vanfrachem       | Tom Stremersch          |
| 1999      | Wim Omloop                | Kris Gerits           | Geert Omloop            |
| 2000      | Guillaume Auger           | Danny Baeyens         | Karl Pauwels            |
| 2001      | Christophe Stevens        | Peter Schoonjans      | Björn Leukemans         |
| 2002      | Andy Cappelle             | Jan Kuyckx            | David Meys              |
| 2003      | Gerben Löwik              | Geoffroy Lequatre     | Rik Reinerink           |
| 2004      | Steve Schets              | Hamish Haynes         | Bruno Taelman           |
| 2005      | Darius Strole             | David Meys            | Daniel Verelst          |
| 2006      | Kevyn Ista                | Jan Bluekens          | Kevin Putseys           |
| 2007      | Michael Van Staeyen       | Valentin Iglinskiy    | Ronald Roos             |
| 2008      | Kris Boeckmans            | Adam Blythe           | Koen Beeckman           |
| 2009      | Sven François             | Patrick Cocquyt       | Jeroen Dingemans        |
| 2010      | Sven Wielandt             | Justin Van Houcke     | Jurgen van Trijp        |
| 2011      | Björn Coomans             | Jurgen Guns           | Dieter Verbeek          |
| 2012      | Pieter Cordeel            | Kevin Suarez          | Tommy Baeyens           |
| 2013      | Kenneth Van Rooy          | Thomas Gibbons        | Ryan Wills              |
| 2014      | Paul Moerland             | Tristan Marguet       | Bert Van der Trappen    |
| 2015      | Matti Helminen            | Julien Kaise          | Edward Bissaker         |
| 2016      | David Motte               | Rutger Roelandts      | Glenn Debruyne          |
| 2017      | Francesco Van Coppernolle | Robin Mertens         | Ylber Sefa              |
| 2018      | Niels Vandyck             | Glenn Loenders        | Ward Van Laer           |
| 2019      | Gerry Druyts              | Rutger Wouters        | Jesse Huijbregts        |